# Åke Fagerlund
John Åke Harald Fagerlund,  född den 24 februari 1904 i Göteborg, död den 31 januari 1972 i Göteborg, var en svensk kompositör, textförfattare, kapellmästare och musiker (pianist och basist).
Fagerlund bildade sin första orkester, Åke Fagerlunds kapell, 1929. Han var far till musikern Kenneth Fagerlund och sångerskan Berit Fagerlund. Åke Fagerlund är begravd på Kvibergs kyrkogård i Göteborg. 

## Filmmusik
- 1970 – Baltutlämningen